# جدیویه
جدیویه (به عربی: جدیویة) یک شهرداری در الجزایر است که در استان غلیزان واقع شده‌است.